# Ângulo
Ângulo este un oraș în Paraná (PR), Brazilia. 